# Handeni
Handeni este o așezare situată în partea nord-estică a Tanzaniei, în Regiunea Tanga. La recensământul din 2002 înregistra 1.592 locuitori.